# Vårviks kyrka
Vårviks kyrka är en kyrkobyggnad som sedan 2012 tillhör Laxarby-Vårviks församling (tidigare Vårviks församling) i Karlstads stift. Den ligger på en ö i sjön Västra Silen i Bengtsfors kommun.

## Historia
Dagens kyrka har föregåtts av två tidigare: en medeltida träkyrka som byggdes 1662 och före den en möjlig stavkyrka från 1200-talet. Från den äldsta kyrkan finns en planka bevarad vid Statens historiska museum och ett processionskrucifix i koppar med emaljinläggningar från 1200-talets Limoges i Frankrike

## Kyrkobyggnaden
Nuvarande kyrka uppfördes åren 1843 till 1846 efter ritningar av arkitekten Johan Fredrik Åbom. Ovanför kyrkporten finns en skylt av svart smidesjärn med texten "Upbygd år 1845". 
Byggnaden består av ett rektangulärt långhus med torn i nordväst. Murarna av natursten är vitputsade. Långhuset har en rak koravslutning mot sydost med ensidigt valmat skiffertak. Torntaket är plåttäckt med en lanternin, det så kallade lykthuset, som är av trä. Det är plåttäckt och har liksom långhuset och tornet en gesims. Kyrkans fasader har stora rundbågiga fönsteröppningar med vitmålade fönster indelade i smårutor. På gaveln mot sydost liksom på tornet finns runda fönster.
Kyrkorummet är relativt stort och rymligt. Golvet består av kalkstensplattor i mittgången, bakom bänkarna och i koret. Bänkkvarteren har upphöjda trägolv och även korgolvet är förhöjt. Väggarna är vitputsade och taket har ett välvt tunnvalv av ljusblå pärlspontpanel. Bänkarna är indelade i två kvarter och har förändrats både 1922 och 1946. Vid renoveringen 1946 tillkom
läktarunderbyggnaden.
År 2002 utsågs kyrkan till Sveriges vackraste av tidningen Året Runt.

## Inventarier

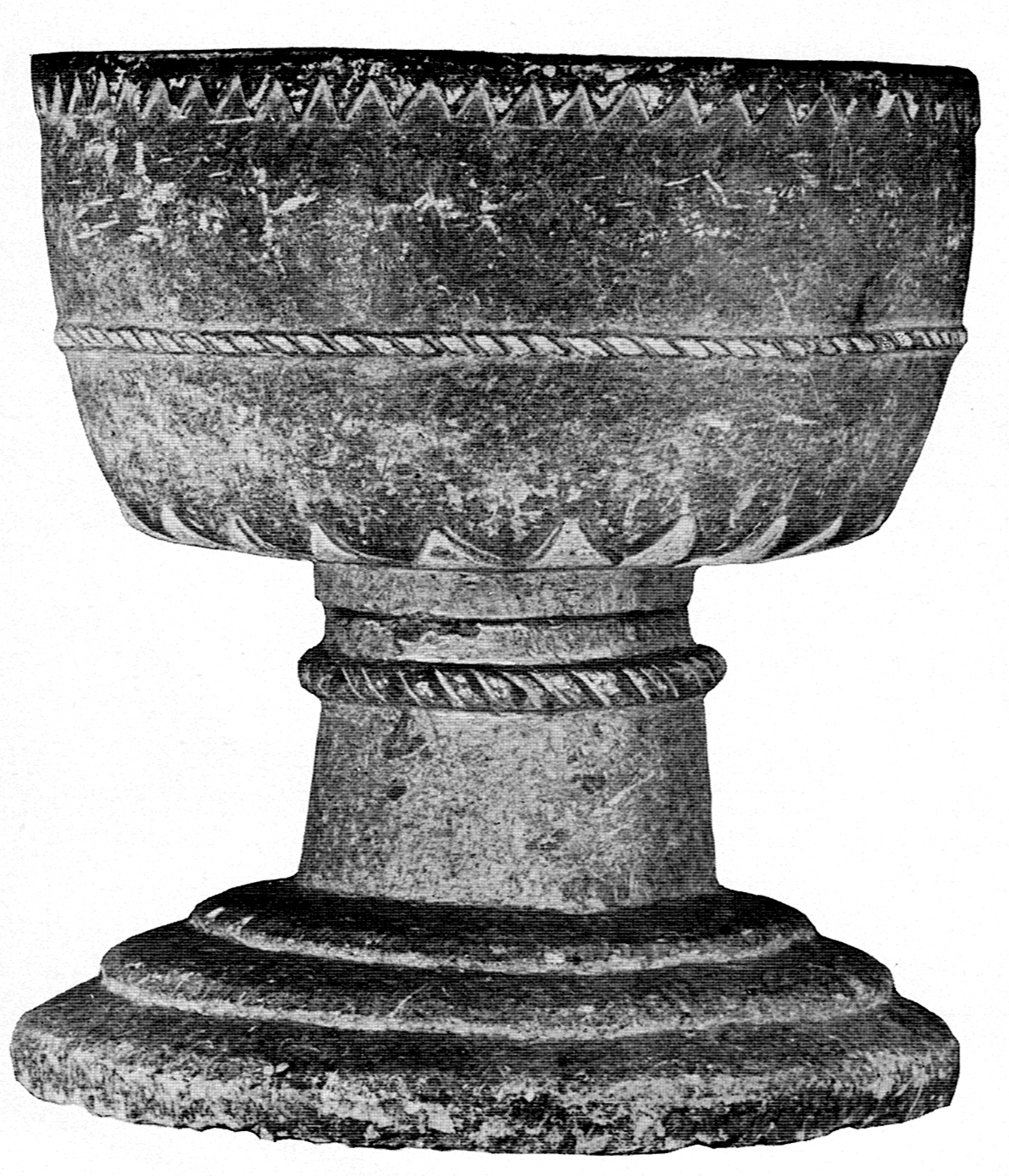
Dopfunten.

- Dopfunt av täljsten  från 1200-talet, med höjden 67 cm i två delar, står framför ett dopaltare med en altaruppsats från 1714. Cuppan är kittelformad och har överst en bård med spetsfliksmönster, i mitten finns en enkel, tunn repstav och på undersidan ett spetsfliksmönster med spetsarna vända uppåt. Foten med skaft har tre koncentriska skivor och skaftet har upptill en kraftig repstav. Funten är relativt väl bibehållen.[5]
- Ett limogeskrucifix från 1200-talet.
- Nuvarande altarring tillkom 1870 och byggdes efter ritningar av pastor Leonard Melcher Bellander.
- På altaret av sten finns en altarprydnad, skuren i trä, som föreställer den uppståndne Kristus och lärjungarna i Tiberias sjö.
- Bakom altaret står ett förgyllt kors framför ett korfönster med glasmålningar.
- Predikstolen är troligen ursprunglig men delvis omgestaltad 1976.

### Orgel
- Tidigare användes ett harmonium i kyrkan.
- Läktarorgeln är mekanisk och tillverkad 1971 av Grönlunds Orgelbyggeri AB, Gammelstad. Den har en modernistisk fasad i ljus furu och sju stämmor fördelade på manual och pedal.[6]

| Manual            | Pedal      | Koppel  |
| Gedackt 8' B/D    | Subbas 16' | Man/Ped |
| Principal 4' B/D  |            |         |
| Rörflöjt 4' B/D   |            |         |
| Waldflöjt 2' B/D  |            |         |
| Mictur 2 chor B/D |            |         |
| Dulcian 8' B/D    |            |         |

## Exteriörbilder

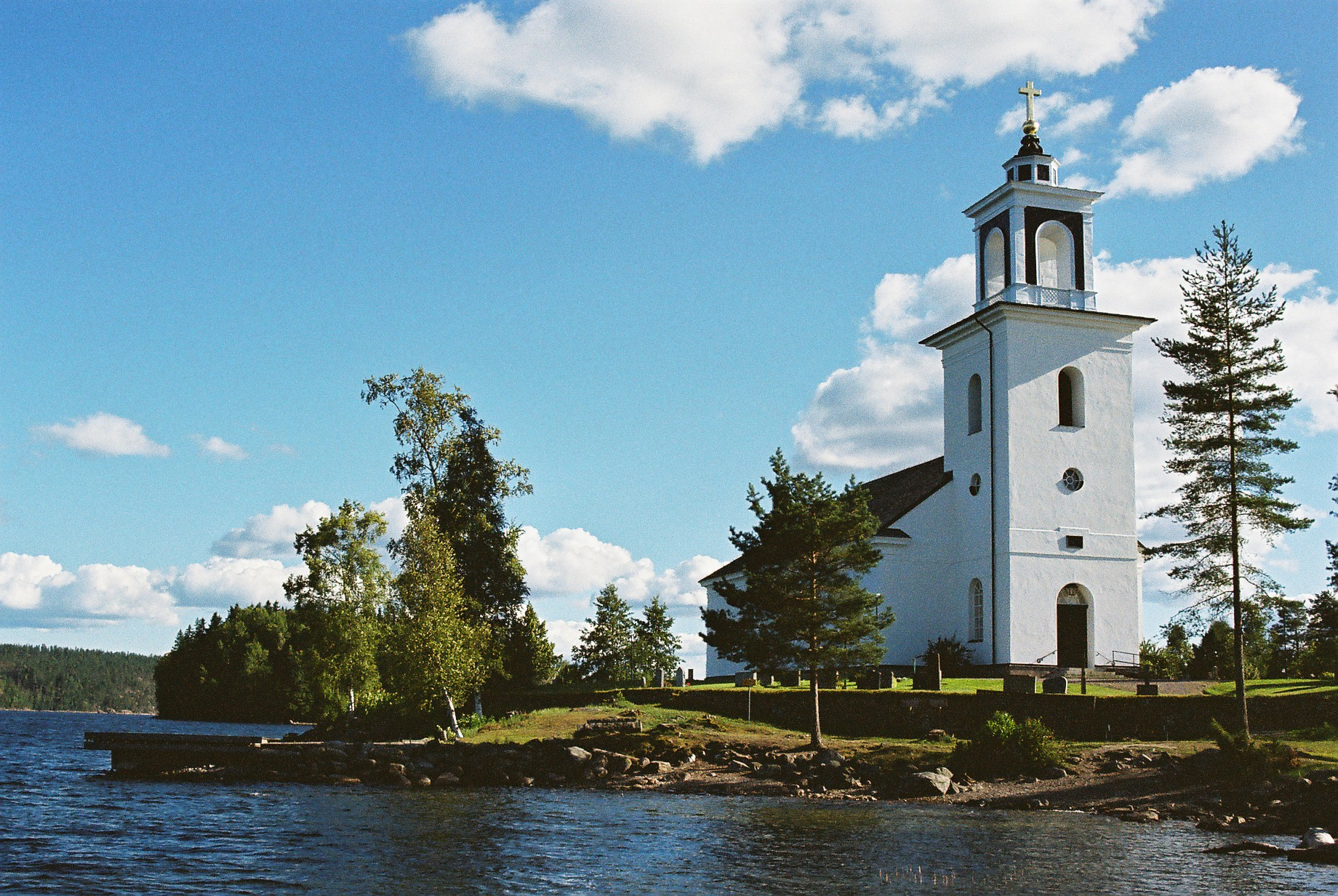
Kyrkan framifrån
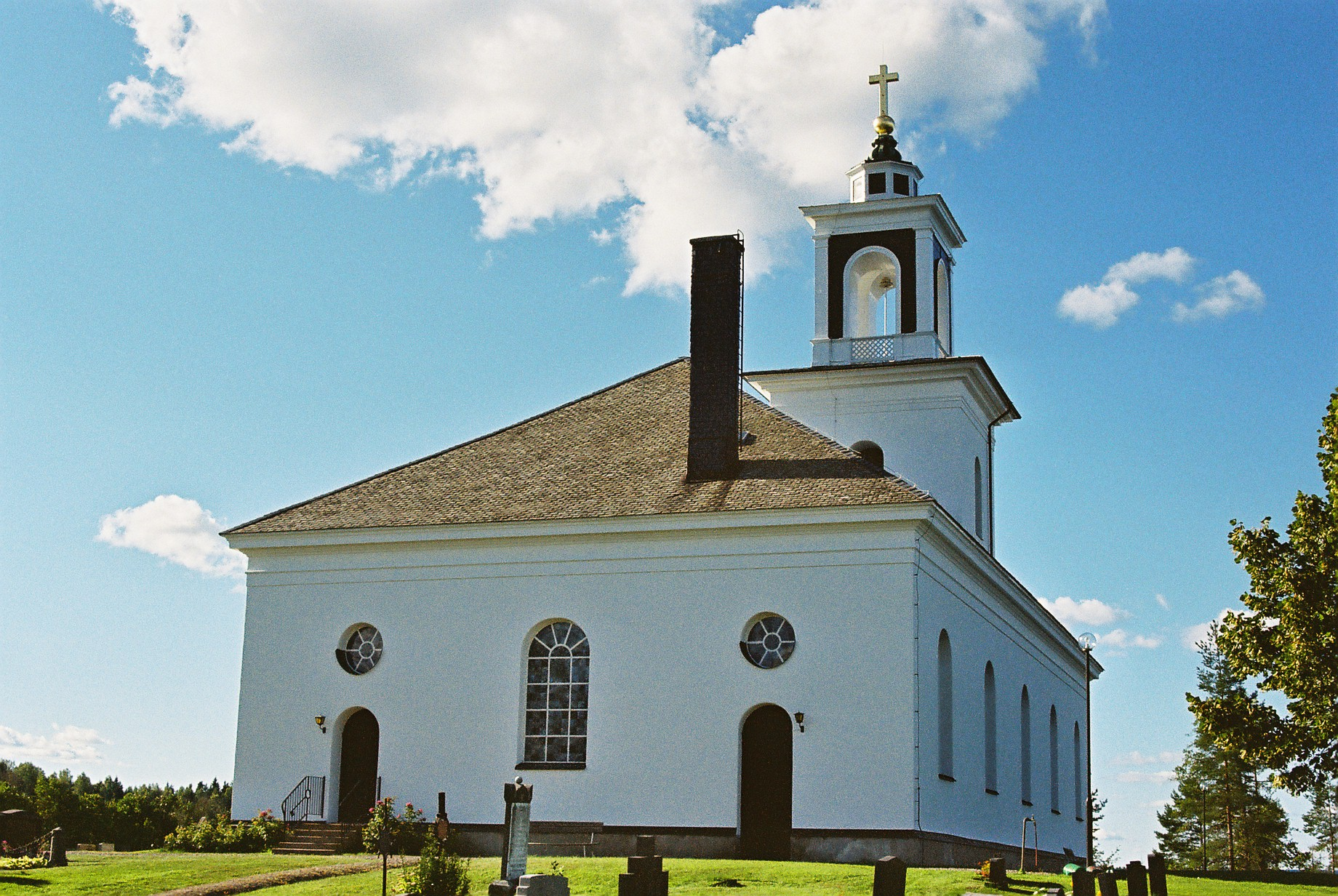
Kyrkan bakifrån
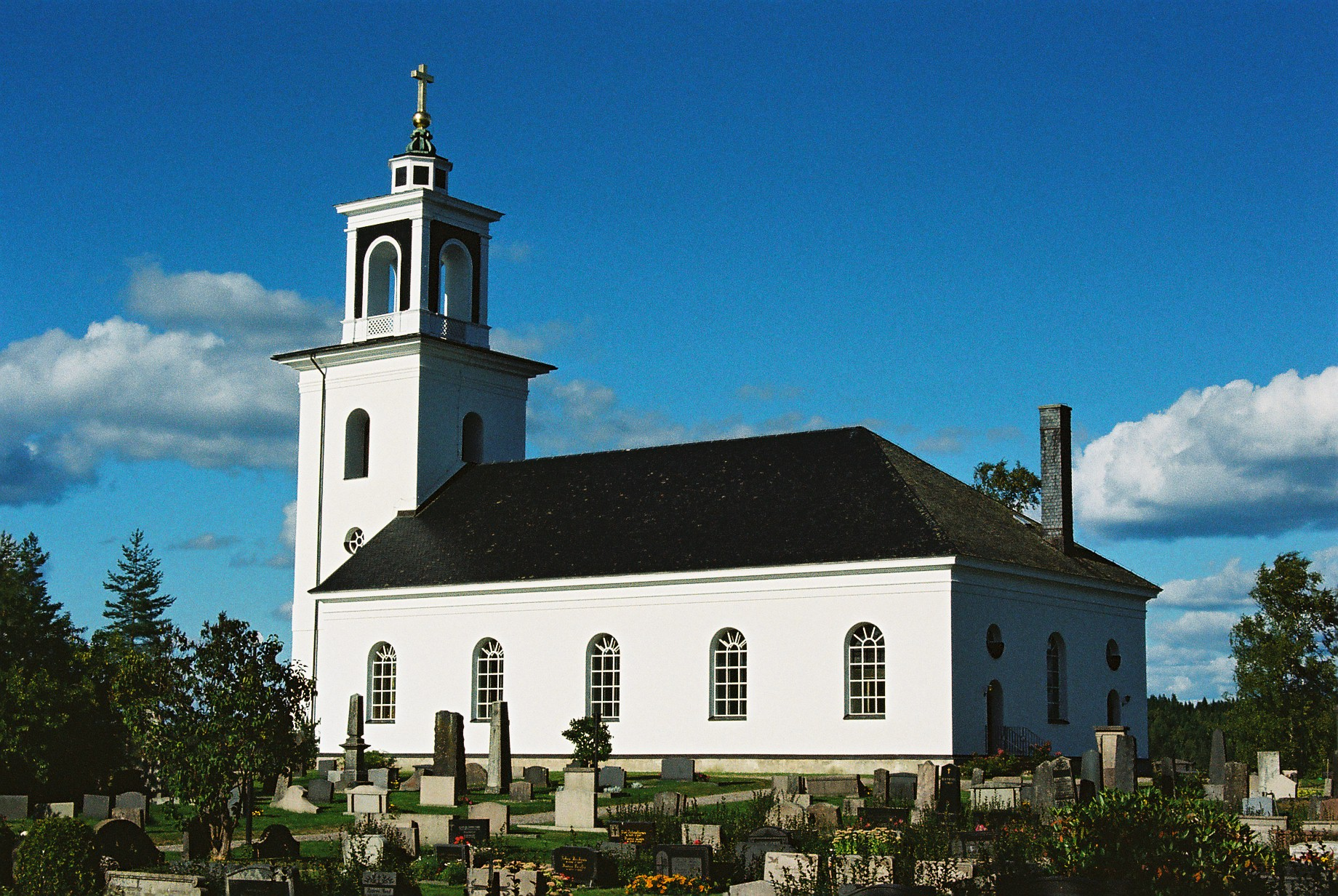
Kyrkan från sidan
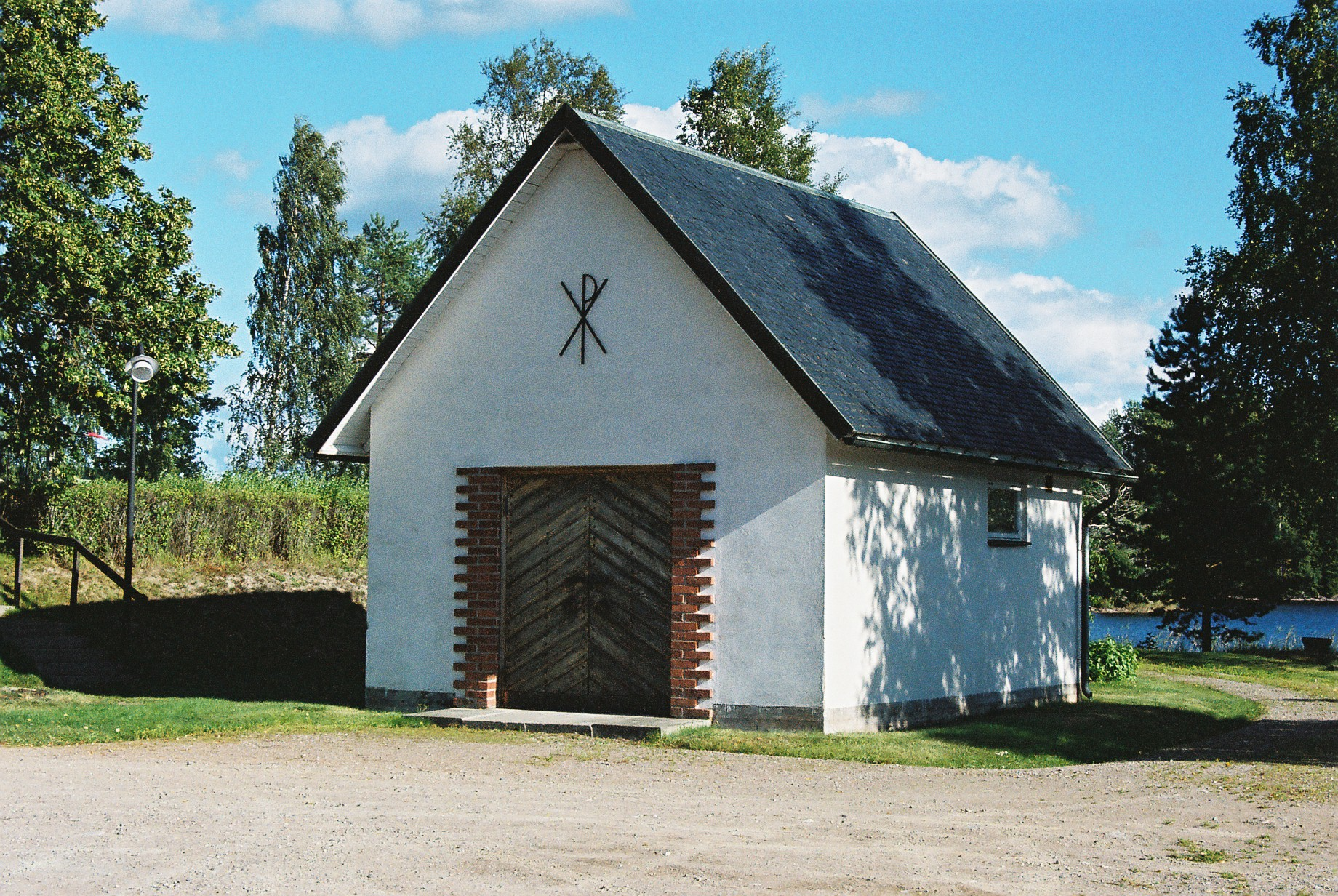
Bårhuset

## Interiörbilder

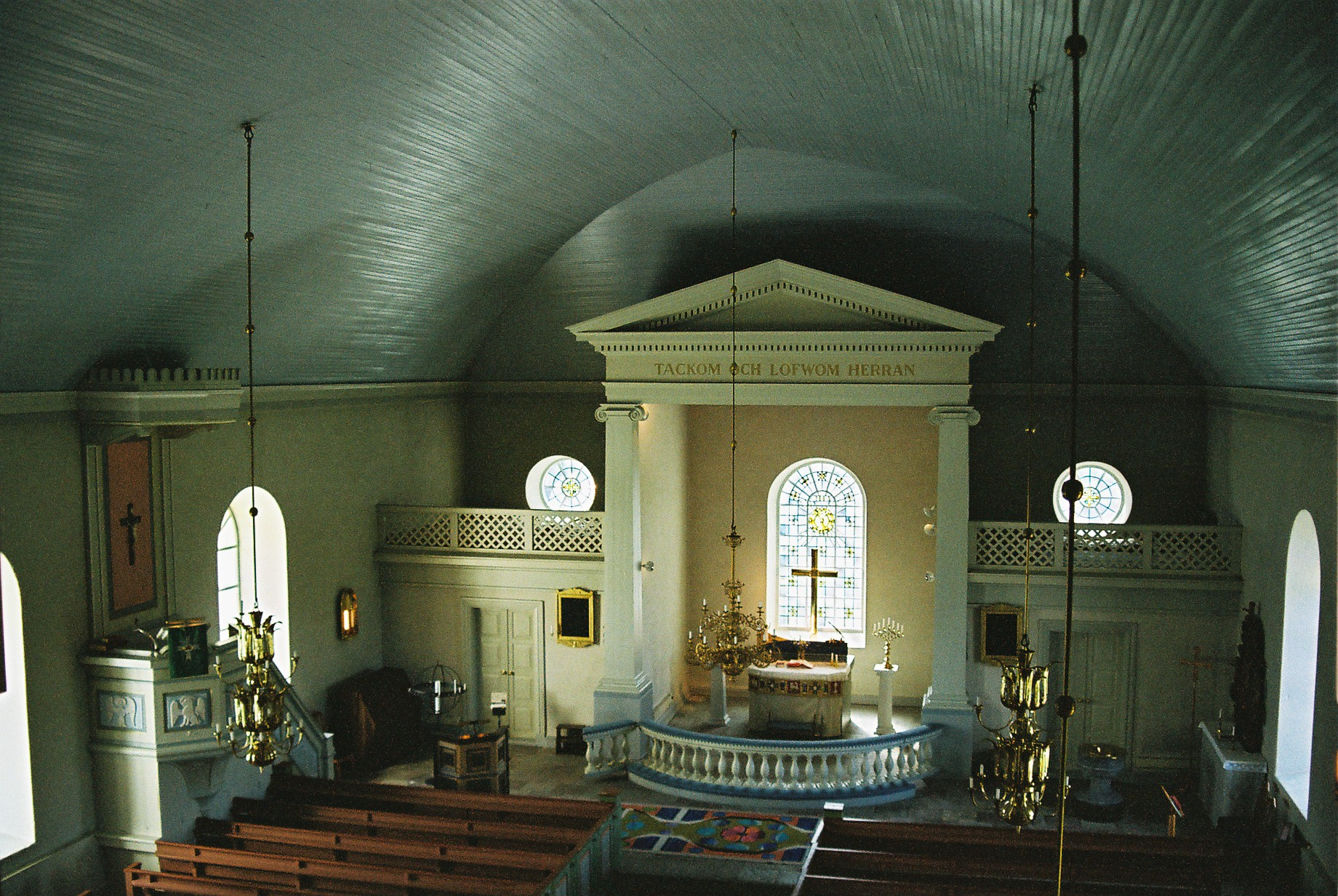
Kyrkorummet mot koret
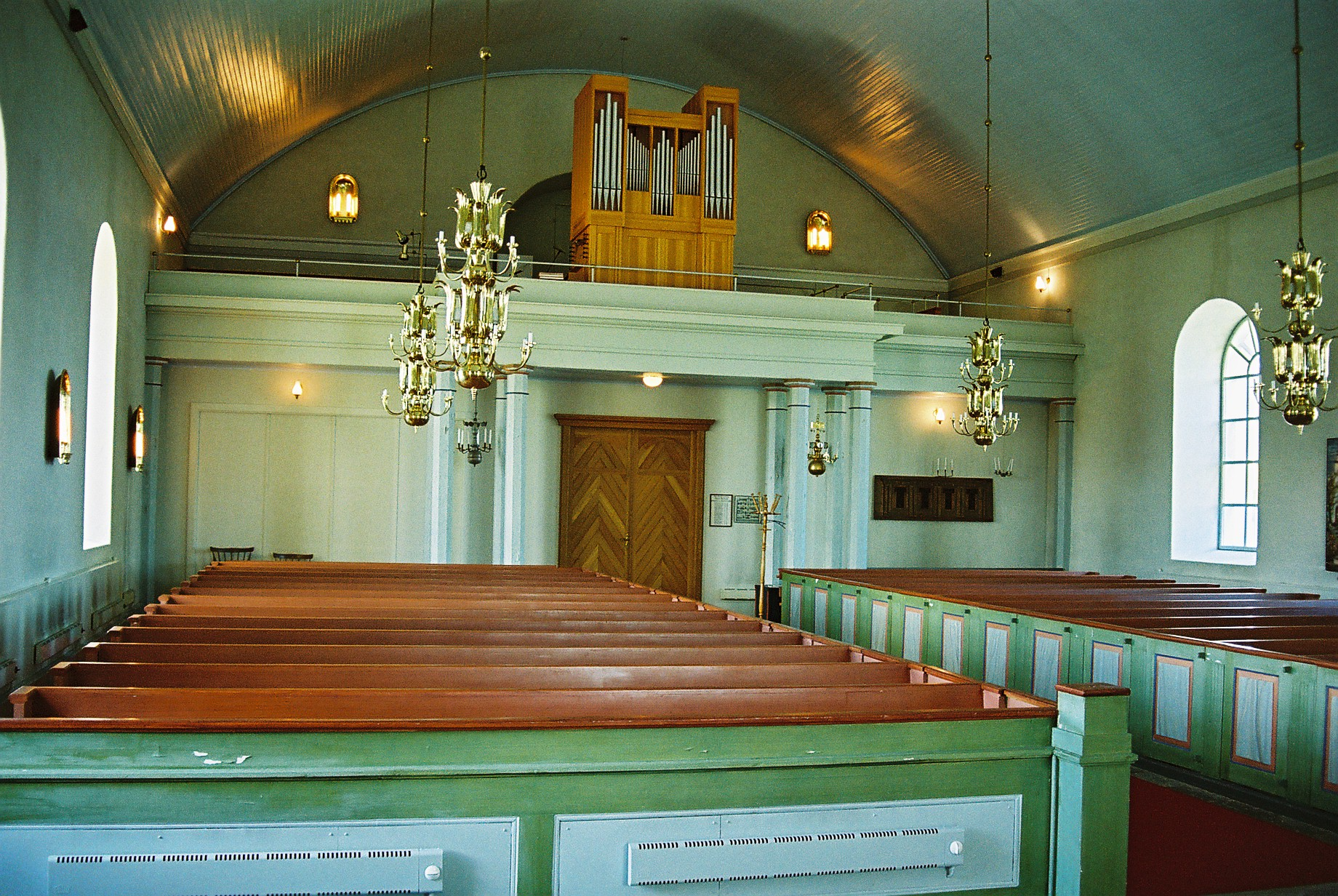
Kyrkorummet mot orgelläktaren
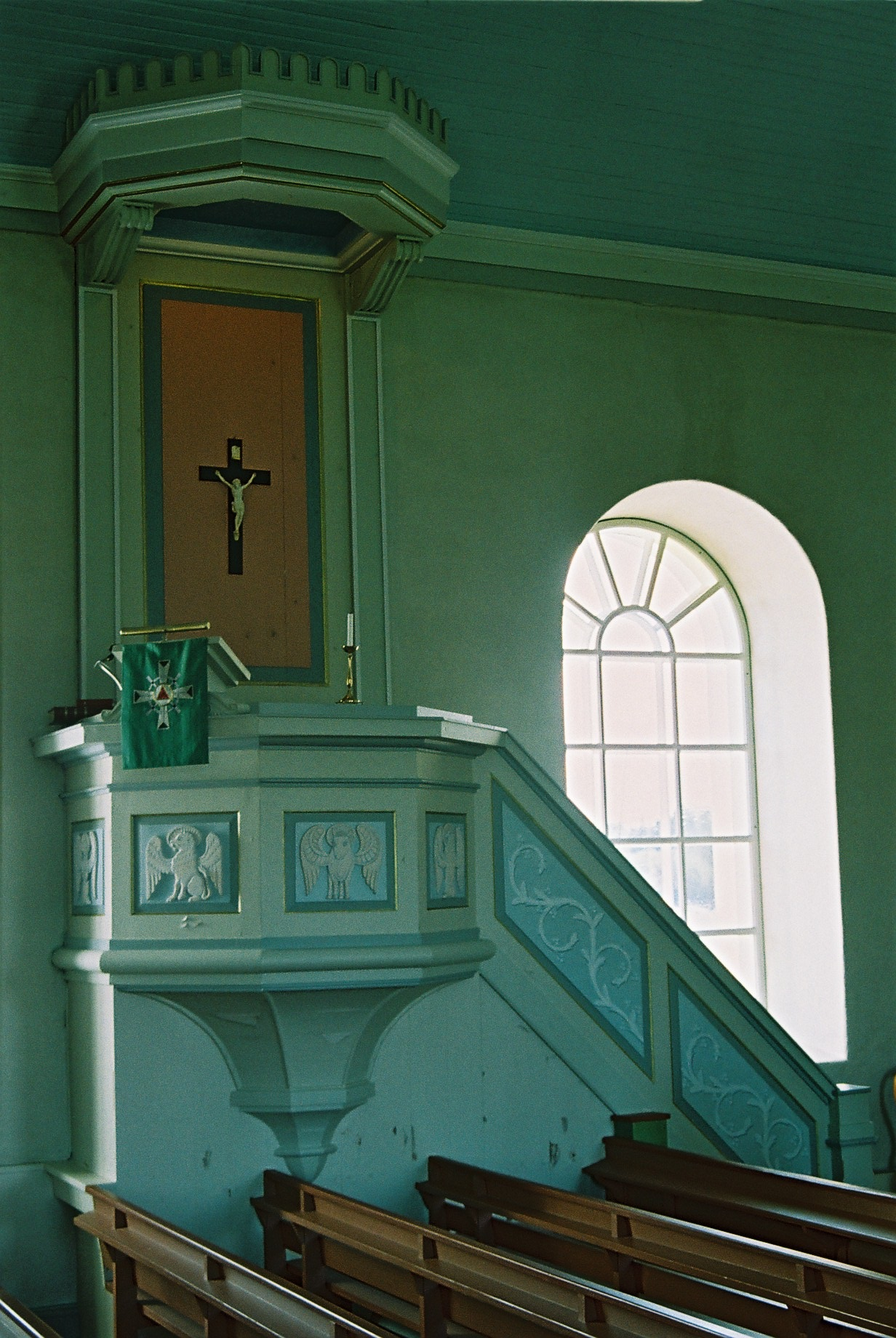
Predikstol